# Colom de Beccari
El colom de Beccari (Pampusana beccarii / Alopecoenas beccarii) és un colom, per tant un ocell de la família dels colúmbids (Columbidae). Habita el boscos de Nova Guinea.

## Descripció
El colom de Beccari és un colom ferm i camacurt que no sol volar quan es sorprès. Els dos sexes tenen un cos marró i el cap de color gris blavós. Els mascles tenen un pegat rosa iridescent a la zona de la franja alar. La característica d’identificació de camp més evident és l’anell ocular blanc brillant del mascle, especialment en less poblacions orientals com les de les illes Salomó. A Nova Guinea l'espècie és resident a l'estatge montà superior. No hi ha altres espècies similars en el mateix rang altitudinal.

## Distribució i hàbitat
Es troba a Nova Guinea, l'arxipèlag de Bismarck i les Illes Salomó. Els hàbitats naturals són el bosc subtropical o tropical humit de la terra baixa i el bosc de muntanya humit subtropical o tropical amb una elevació de fins a 1250 metres.

## Taxonomia
Al començament, aquesta espècie es trobava inclosa en el gènere Gallicolumba i més tard aAlopecoenas (Sharpe, 1899), però l'any 2019 el nom del gènere es va canviar a Pampusana (Bonaparte, 1855), ja que aquest nom té prioritat.
Segons l'autoritat taxonòmica que es consulti, es considera monotípica o conté set subespècies:
- P. b. beccarii (Salvadori, 1876) – serralades de Nova Guinea.
- P. b. johannae (Sclater, 1877) – arxipèlag de Bismarck (excepte els grups de les illes Almirall i St. Matíes), inclosa l'illa Karkar (a l'est de Nova Guinea).
- P. b. eichhorni (Hartert, 1924) – Mussau i Emirau, al grup Sant MAtíes (arxipèlag del nord-centre de Bismarck).
- P. b. admiralitatis (Rothschild & Hartert, 1914) – Illa de Manus (del grup Almirall).
- P. b. intermedia (Rothschild & Hartert, 1905) – Bougainville i Nova Geòrgia (Illes del nord i centre-oest de les Salomó).
- P. b. solomonensis (Ogilvie-Grant, 1888) – Guadalcanal, Makira, Santa Anna i Rennell (illes del sud de Salomó).
- P. b. masculina (Salomonsen, 1972) – Illa Nissan (Illes Salomó Occidental).

El Manual dels ocells del món i Birdlife International la consideren monotípica perquè Alopecoenas beccarii i A. johannae estaven incloses i unificades en el gènere Gallicolumba com a G. beccarii i fins ara es consideraven conespecífiques (amb P. johannae, colom de Jane), però les consideren espècies separades per tenir el ventre més aviat gris (amb una banda inferior marró fosca) per contra del marró fosc per sota del pit gris pàl·lid (2); les parts superiors verd fosc versus castany fosc; la coroneta grisa canviant a verd fosc cap al dors per contra de gris més fosc de la coroneta i els costats del coll que s'estén sobre el dors; l'anell ocular blanc és molt més estret; potes porpra en contes de vermelles. A més, no té unes afinitats clares: P. Johannae pot estar més relacionada amb el colom de les Palau (P. canifrons), i totes tres semblen estar relacionades amb el complex del colom de Jobi (P. jobiensis). Alternativament, pot estar relacionat amb el colom de les Santa Cruz (P. sanctaecrucis) i el colom de les Fiji (P. stairi), i més allunyat amb el colom de War a (P. hoedtii) i el colom de les Palau (P. canifrons).